# Зоряні війни: Евоки
Зоряні Війни: Евоки — це американо-канадійський цикл телевізійної мультиплікації, який зображає персонажів евоків, які були представлені вперше у фільмі Зоряні війни: Повернення джедая. Він виходив в ефір двома сезонами між 1985 і 1986 роками.
Цикл був створений компанією Nelvana від імені компанії Lucasfilm і транслювався на каналі ABC, спочатку як частина передачі Пригоди евоків і дроїдів, пізніше самостійно. Перший сезон був оголошений як просто Евоки, але другий сезон був оголошений як Нові евоки. Цикл складався з 35 епізодів.

## Сюжет
Цикл зосереджується на пригодах Вікета В. Ворріка і його друзів на лісовому місяці Ендора протягом років до подій, описаних в двох фільмах про евоків і у фільмі Зоряні війни: Повернення джедая. На відміну від фільмів, персонажі можуть розмовляти англійською мовою (у всесвіті Зоряних війн вона називається Основною) замість їхньої рідної мови (хоча фрази і пісні з їхньої мови інколи використовуються). Основними лиходіями є відьма Мораг, яка ображена на знахаря племені, майстра Логрея, і дулоки, вид істот, які є супротивниками для евоків.

## Персонажі

### Плем'я евоків
Родина Воррік
- Вікет Вістері Воррік (озвучував Джим Хеншо, потім Денні Делк) — наймолодший брат в родині Воррік. Він наполегливий і рішучий, часто бере на себе ініціативу. Він дуже хоче стати великим воїном, і це часто приносить йому неприємності. Має темно-брунатне хутро і носить помаранчевий капюшон, але в другому сезоні носить зелений капюшон.
- Віллі Воррік (озвучував Джон Стокер) — середній брат в родині Воррік. При народженні отримав ім'я Віддл. Він незграбний, дуже любить попоїсти і має надлишок ваги, проте дуже люб'язний.
- Вічі Воррік (озвучував Грег Суонсон) — найстарший брат і найсильніший в родині Воррік.
- Вінда Воррік — наймолодша дитина в родині Воррік.
- Дідж Воррік (озвучував Річард Денейт) — батько Вікета, Вічі, Віллі і Вінди. Його жінку звати Шоду. Він сильний воїн і в племені його дуже поважають. Має темно-сіре хутро і носить пурпуровий капюшон.
- Шоду Воррік (озвучувала Нонні Гріфін, потім Естер Скотт) — жінка Діджа і мати Вікета, Вічі, Віллі і Вінди.
- Ерфам Воррік (озвучував Ентоні Парр) — прадід Вікета, колись був великим воїном племені евоків і є прикладом для молодих евоків. Оскільки він помер дуже давно, про нього мало що відомо, проте коли Вікет старається полагодити його старий бойовий віз, він з'являється ненадовго у формі привида і навчає Вікета. Він був золотистого кольору в зеленому капюшоні.

Родина Кінтака
- Принцеса Ніса Джарі Кінтака (озвучувала Крі Саммер, потім Джіанна Рейнольдс) — молодша дочка вождя Чірпи і Ра-Лі. Часто нагадує своїм друзям про розсудливість і мудрість, проте зазвичай потрапляє разом з ними в неприємності. Схоже на те, що вона захоплюється Вікетом, але під час їхніх пригод у них виключно дружні стосунки. Має світло-сіре хутро і носить рожевий капюшон з блакитним самоцвітом на чолі.
- Аша (озвучувала Табіта Джермейн) — старша дочка вождя Чірпи і Ра-Лі. Зникла безвісти під час смерті Ра-Лі, проте врешті-решт возз'єдналася з евоками.
- Вождь Чірпа (озвучував Джордж Біса, потім Рік Сіміно) — овдовілий батько Ніси і Аші. Він керує воїнами, коли вони борються з дулоками.
- Ра-Лі — жінка вождя Чірпи і мати принцеси Ніси і Аші. Була вбита чудовиськом ханадак.
- Паплу (озвучував Пол Чато) — двоюрідний брат Ніси, племінник вождя Чірпи і син Боззі. Паплу, Вікет і Тібо є близькими друзями. Коли молоді евоки переживають різні пригоди, він інколи приєднується до них. Він старший за них, але часто діє не так вправно, як молодші. Має сіре хутро, біле обличчя і носить помаранчевий капюшон з пером.
- Боззі — сестра вождя Чірпи і мати Паплу. Вона може бути дуже суворою стосовно молодих евоків.

Родина Тібо
- Тібо (озвучував Ерік Петерсон, потім Джеймс Кранна) — найкращий друг Вікета і старша дитина Варока і Батчіли. Захоплений оповіданнями про чари і магію, стає учнем майстра Логрея. Він мрійник, інколи трошки незграбний. Йому часто не вистачає дисциплінованості, але в майбутньому він навчився цього в майстра Логрея, і врешті-решт став шанобливим молодим евоком. Має брунатно-жовте хутро і носить капюшон з пером.
- Малані (озвучувала Елісон Корт) — молодша дитина Варока і Батчіли. Вона, Вайлі, Ніппет і Вінда є близькими друзями. Їй подобається Вікет і вона відчайдушно намагається справити на нього враження. Має бежеве хутро і носить блакитний капюшон з квіточкою зверху.
- Батчіла — мати Тібо і Малані. Вона взагалі не з'являлася в серіях, проте була згадана в двох епізодах.

Родина Латари
- Латара (озвучувала Тейбора Джонсон, потім Сью Мерфі) — має темно-сіре хутро і в першому сезоні носить жовтий капелюшок з рожевим пером зверху; в другому сезоні має хутро світло-брунатного і кремового кольорів, і носить капелюшок з зеленувато-блакитним пером. Вона найкраща подруга Ніси, і мріє стати великою флейтисткою, хоча схоже на те, що її основне завдання — це догляд за її молодшими родичами. Їй дуже подобається Тібо, хоча він майже ніколи не помічає цього. В другому сезоні все навпаки.
- Ніппет і Вайлі (озвучували Майкл Фантіні і Лінні Коппен) — молодші родичі Латари. Інколи Латара змушена залишатися вдома, щоб доглядати за ними.
- Зефі — мати Латари, Ніппета і Вайлі. Вона з'являлася в трьох епізодах: «Переслідуване селище», «Мандрівні Джінди» і «Прокляття Джінд».
- Лумат — батько Латари, Ніппета і Вайлі. Він з'являвся в двох епізодах: «Мандрівні Джінди» і «Прокляття Джінд».

Інші евоки
- Майстер Логрей (озвучував Дуг Чеймбелін) — знахар евоків, поширює мудрість і знання на Ендорі.

### Інші персонажі
- Король Горніш (озвучував Ден Хенессі) — лідер дулоків.
- Королева Урга (озвучувала Мелені Браун) — жінка короля Горніша і єдина жінка-дулок.
- Умвак (озвучував Дон Френкс) — права рука Горніша і знахар дулоків.
- Мораг (озвучувала Джекі Бурроус) — відьма, злий двійник майстра Логрея.
- Флоги — раса велетнів, які живуть на Ендорі (хоча походять з іншого місця).
- Бага — юний лагідний бордок і особистий улюбленець принцеси Ніси.
- Ханадак — пурпурове чудовисько, яке живе в порожнистих деревних стовбурах.
- Джінди — раса чужоземців, які живуть на Ендорі. Чарівник Скель змусив їх вести кочовий спосіб життя. Евоки допомогли їм помиритися з Чарівником Скель. Помітні джінди — це їх лідер Бондо і чарівник Требла.
- Рейч — древесний демон, який поїдає тварин. Він був ув'язнений хоробрими воїнами евоків з допомогою чарівного капелюха, створеного Гонстером. Якщо надягти цей капелюх йому на голову, він обернеться на дерево. Коли Вікет зняв капелюха, Рейч ожив, але пізніше був знову ув'язнений.
- Гонстер — двоголовий чарівник, дві голови якого завжди сперечаються. Евоки приходять до нього, якщо їм потрібні зілля або чари, щоб битися з чудовиськами.
- Королева Листків — схоже на рослину божество, яке мешкає на Ендорі і піклується про рослини. Зазвичай дружелюбна, вона може розгніватися, якщо хтось шкодить її рослинам.
- Доктор Рейгар — імперський вчений, який хоче викрасти Сонячну Зірку і використати її проти Імператора. Коли адмірал Казз дізнається про його зраду, він віддає наказ арештувати Рейгара.
- Адмірал Казз — імперський командир, якому дали завдання допомагати Рейгару. Проте він не знає справжніх намірів Рейгара і вважає, що Сонячна Зірка — це просто легенда, а евоки не варті уваги Імперії.
- PD-28 — імперський дроїд, який допомагає Рейгару і Каззу. Врешті-решт йому набридає працювати на лайливого Рейгара і він стає другом евоків.

## Розташування
- Лісовий місяць Ендора
- Відкритий космос
- На борту імперського Винищувача зірок

## Історія створення
Цикл вийшов після двох фільмів про евоків: Караван мужності: Пригоди евоків (1984) і Евоки: Битва за Ендор (1985), які самі були спін-оффи від фільму Повернення джедая. Перший сезон був створений в більш вишуканому стилі, але в другому сезоні, манера і особливо візуальний стиль було пристосовано для набагато молодших глядачів, з менш вишуканими персонажами і зображенням навколишнього оточення, використовуючи обмежений набір кольорів і меншу кількість деталей.
На відміну від інших серій, останні два епізоди спочатку виходили в ефір незалежно від правильного порядку в історії. Правильний порядок був таким Вечірка евоків/Войовниця Малані і відповідно Битва за Сонячну Зірку. Проте, епізоди спочатку виходили в ефір в такому порядку Битва за Сонячну Зірку і Вечірка евоків/Войовниця Малані. За сюжетом, цикл завершувався серією Битва за Сонячну Зірку, яка описувала відкриття Імперією місяця Ендора, де Імперія пізніше побудує другу Зірку Смерті. Епізод Битва за Сонячну Зірку виходив в ефір окремо 10 січня 1987 року, і це позначало офіційне завершення циклу.

## Серія коміксів
В 1985 році Marvel Comics випустили щодвохмісячний комікс Евоки, який основувався на цьому циклі мультиплікації і видавався протягом двох років та закінчився випуском 14. Як і телевізійний цикл, його було призначено для молодшої аудиторії. Його було випущено разом з коміксом Дроїди, який основувався на циклі мультиплікації Дроїди. Випуск 10 Евоків Marvel був кроссовером з випуском 4 Зоряних війн: Дроїдів, який називався Загублені в часі.

## Лінія іграшок
В 1985 році, була створена лінія іграшок, яка взяла за основу цей цикл. Ця лінія включала в себе фігурки персонажів, моделі кораблів і тому подібне.

## Епізоди

### Сезон 1 (1985)
| Порядковий номер серії | Назва серії  | Продюсер                       | Автор ідеї | Перший вихід в ефір в США |
| ---------------------- | ------------ | ------------------------------ | ---------- | ------------------------- |
| 1                      | «Плач дерев» | Кен Стефенсон Реймонд Джефеліс | Пол Діні   | 7 вересня 1985            |

Мораг взяла в полон Ізріну і змусила її підпалити ліс. Молоді евоки зупинили пожежу, використавши свої планери.
| 2 | «Переслідуване селище» | Кен Стефенсон Реймонд Джефеліс | Пол Діні | 14 вересня 1985 |

Майстер Логрей створив мило невидимості, щоб приховати дерева сонячних ягід. Евокам вдалося врятувати дерева, не зважаючи на втручання дулоків.
| 3 | «Лють флогів» | Кен Стефенсон Реймонд Джефеліс | Пол Діні | 21 вересня 1985 |

Мораг спонукає родину флогів напасти на селище евоків. Вікет і його друзі рятують дитину флогів від дулоків і повертають її в сім'ю.
| 4 | «Врятувати Діджа» | Кен Стефенсон Реймонд Джефеліс | Боб Каррау | 28 вересня 1985 |

Майстер Логрей дав братам Воррік завдання знайти потрібні інгредієнти, щоб створити протиотруту для Діджа. Істота на ім'я Мрін-Мрін допомагає їм досягти мети.
| 5 | «Мандрівні джінди» | Кен Стефенсон Реймонд Джефеліс | Боб Каррау | 5 жовтня 1985 |

Через те, що друзі не оцінили її гру на флейті, Латара приєднується до мандрівних джінд. Вікет разом з друзями рятують Латару від дулоків.
| 6 | «Дерево Світла» | Кен Стефенсон Реймонд Джефеліс | Боб Каррау | 12 жовтня 1985 |

Вікет, принцеса Ніса і Латара приєднуються до дорослих евоків, щоб відновити Дерево Світла і завадити дулокам знищити дерево.
| 7 | «Прокляття джінд» | Кен Стефенсон Реймонд Джефеліс | Боб Каррау | 19 жовтня 1985 |

Майстер Логрей допомагає джіндам звільнитися від їхнього прокляття. Це викликає гнів Чарівника Скель, але принцеса Ніса переконує Чарівника в необхідності миру.
| 8 | «Країна гапінів» | Кен Стефенсон Реймонд Джефеліс | Боб Каррау | 26 жовтня 1985 |

Вікет, його друзі і Мрін-Мрін відправляються в країну гапінів, щоб врятувати її.
| 9 | «Сонячна Зірка проти Каменя Тіней» | Кен Стефенсон Реймонд Джефеліс | Пол Діні | 2 листопада 1985 |

Мораг взяла в полон Вікета і його друзів і вимагає віддати їй Сонячну Зірку. Потім Мораг вивільняє повну силу двох магічних каменів, проте майстер Логрей перемагає її.
| 10 | «Віз Вікета» | Кен Стефенсон Реймонд Джефеліс | Пол Діні | 9 листопада 1985 |

Через те, що Вікет хоче бути схожим на своїх предків, він відбудовує старий бойовий віз. Дулоки викрадають віз, але Вікету і Малані вдається зруйнувати віз.
| 11 | «Три уроки» | Кен Стефенсон Реймонд Джефеліс | Боб Каррау | 16 листопада 1985 |

Принцеса Ніса випадково виростила небезпечну рослину. Тепер Ніса і Вікет повинні знайти потрібні інгредієнти для зілля, яке зупинить рослину. З допомогою тромів, їм вдалося приготувати зілля.
| 12 | «Блакитний врожай» | Кен Стефенсон Реймонд Джефеліс | Пол Діні і Сем Вілсон | 23 листопада 1985 |

Під час спроби викрасти врожай евоків, Умвак випадково спонукає флога на ім'я Хуна залицятися до Вікета. Дулоки скористалися цим, проте Вікет переконує Хуну допомогти йому прогнати дулоків.
| 13 | «Аша» | Кен Стефенсон Реймонд Джефеліс | Пол Діні | 30 листопада 1985 |

Ніса і Вікет відправляються на пошуки давно зниклої сестри Ніси на ім'я Аша, щоб повернути її в сім'ю. Проте спершу вони мають допомогти Аші прогнати дулоків, які полюють на беззахисних істот.

### Сезон 2 (1986)
| Порядковий номер серії | Назва серії         | Продюсер                 | Автор ідеї | Перший вихід в ефір в США |
| ---------------------- | ------------------- | ------------------------ | ---------- | ------------------------- |
| 1                      | «Кришталева мантія» | Кен Стефенсон Дейл Скотт | Пол Діні   | 13 вересня 1986           |

Честолюбний Вікет разом з друзями відправляється на пошуки кришталевої мантії, яку викрав Гракка. Проте натомість вони знищують мантію.
| 2 | «Рослина Бажань» | Кен Стефенсон Дейл Скотт | Боб Каррау | 13 вересня 1986 |

Королева Листків доручає Нісі піклуватися про рослину бажань. Її друзі виснажують рослину своїми бажаннями. Проте Нісі вдається оживити рослину до появи Королеви Листків.
| 3 | «Дім там, де крикуни» | Кен Стефенсон Дейл Скотт | Боб Каррау | 20 вересня 1986 |

Вікет і Тібо пробують жити самостійно в будинку, де мешкає крикун Ларрі, який переконує їх повернутися додому.
| 4 | «Принцеса Латара» | Кен Стефенсон Дейл Скотт | Пол Діні | 20 вересня 1986 |

Королева Горфів викрадає Латару як наречену для свого сина. Вікет разом з друзями рятують Латару.
| 5 | «Рейч» | Кен Стефенсон Дейл Скотт | Майкл Рівз | 27 вересня 1986 |

Вікет випадково вивільняє Рейча з ув'язнення в подобі дерева. З допомогою двоголового Гонстера, Вікету і його друзям вдалося знову перетворити Рейча в дерево.
| 6 | «Володар тотему» | Кен Стефенсон Дейл Скотт | Боб Каррау | 4 жовтня 1986 |

Істоти, замасковані під тотем, за наказом свого хазяїна грабують селище евоків. Вікет і його друзі знаходять володаря тотему і перемагають його.
| 7 | «Подарунок для Шоду» | Кен Стефенсон Дейл Скотт | Пол Діні | 4 жовтня 1986 |

У Шоду скоро настане день народження. Щоб добути коштовний подарунок, Вікет і його друзі наважилися зайти в древній храм. Проте камінь виявився яйцем дракона.
| 8 | «Ніч чужинця» | Кен Стефенсон Дейл Скотт | Пол Діні | 11 жовтня 1986 |

Примара змусила дулоків напасти на селище евоків, щоб викрасти Сонячну Зірку. Вікету разом з друзями вдалося зупинити примару.
| 9 | «Разом з мімфами» | Кен Стефенсон Дейл Скотт | Лінда Вулвертон | 18 жовтня 1986 |

Вікет рятує мімфів від розлюченого ханадака.
| 10 | «Кращий учень» | Кен Стефенсон Дейл Скотт | Пол Діні | 18 жовтня 1986 |

Заррак пробує передати Тібо свої секрети, проте втомлюється від його невдач. Вікет і його друзі рятують Тібо. Потім Тібо опановує достатньо чарів, щоб перемогти Заррака.
| 11 | «Нав'язлива торгівля» | Кен Стефенсон Дейл Скотт | Майкл Рівз | 25 жовтня 1986 |

Вікет та його друзі змагаються в мистецтві торгівлі, проте залишаються ні з чим.
| 12 | «Воїн і Лурдо» | Кен Стефенсон Дейл Скотт | Майкл Дабіл | 25 жовтня 1986 |

Тамбли шукають допомоги в Тібо, щоб він прогнав істоту на ім'я Блог. Тібо застосовує чари, щоб знищити загату Блога.
| 13 | «Скіпетр сезонів» | Кен Стефенсон Дейл Скотт | Боб Каррау | 1 листопада 1986 |

Король Снігу заморожує Ендор. Вікет і його друзі захоплюють скіпетр і відновлюють баланс пір року на Ендорі.
| 14 | «Переможені» | Кен Стефенсон Дейл Скотт | Боб Каррау | 8 листопада 1986 |

Під час плавання по річці, Вікет і його друзі знищують бойове судно дулоків.
| 15 | «Суперник Баги» | Кен Стефенсон Дейл Скотт | Лінда Вулвертон | 8 листопада 1986 |

Ніса знаходить собі нового улюбленця на ім'я Сілкі. Проте він перетворюється на чудовисько і викрадає Нісу. Вікет і Бага рятують Нісу з полону.
| 16 | «Хатина жахів Хорвілла» | Кен Стефенсон Дейл Скотт | Пол Діні | 15 листопада 1986 |

Вікету доручили доглядати за маленькими евоками. Проте Вікет веде малечу в хатину жахів і це змушує маленьких евоків плакати. Спроба приховати правду змушує Вікета пожалкувати про це.
| 17 | «Сумна флейта» | Кен Стефенсон Дейл Скотт | Боб Каррау | 15 листопада 1986 |

Істота, яка перетворює жадібних мешканців Ендора на своїх рабів, взяла в полон Латару. Вікет, Ніса і Тібо відправляються рятувати її, проте спершу Латарі доведеться пройти випробування.
| 18 | «Трохи везіння» | Кен Стефенсон Дейл Скотт | Майкл Дабіл | 22 листопада 1986 |

| 19 | «Перевиховання Норкі» | Кен Стефенсон Дейл Скотт | Боб Каррау Ерл Кресс | 22 листопада 1986 |

В селищі гостює істота на ім'я Норкі, яка весь час робить капості і прикидається невинною. Вікет з друзями заманюють Норкі в пастку, проте згодом розуміють свою помилку і рятують Норкі.
| 20 | «Битва за Сонячну Зірку» | Кен Стефенсон Дейл Скотт | Пол Діні | 6 грудня 1986 |

Доктор Рейгар, божевільний імперський вчений, викрав Сонячну Зірку. Вікет і його друзі мусять повернути Сонячну Зірку і зупинити Рейгара.
Примітка: цей епізод виходив в ефір повторно 10 січня 1987 року і позначав завершення циклу.
| 21 | «Вечірка евоків» | Кен Стефенсон Дейл Скотт | Боб Каррау | 13 грудня 1986 |

Евоки влаштували велику вечірку, проте на вечірці з'явилися істоти, які таємно пограбували селище і викрали принцесу Нісу. Вікет і його друзі мають повернути вкрадені речі і врятувати Нісу.
| 22 | «Войовниця Малані» | Кен Стефенсон Дейл Скотт | Стефен Лангфорд | 13 грудня 1986 |

У відчайдушній спробі сподобатися Вікету, Малані допомагає двом незнайомцям викрасти Сонячну Зірку. Проте згодом вона розуміє, що вони її обманули. Тепер Вікет разом з друзями мають повернути Сонячну Зірку в селище.

## Випуск DVD
- Змонтований компільований DVD з заголовком Зоряні війни: Мультипліковані пригоди: Евоки був випущений 23 листопада 2004 року. DVD містив в собі вісім епізодів з циклу, випущених разом як два повнометражних фільми.
- Епізоди 2, 1, 3 і 9 були випущені разом під заголовком Переслідуване селище (були раніше випущені на VHS в 1996 році), і епізоди 10, 5, 4 і 13 були випущені разом під заголовком Оповідання з лісів Ендора.
- Весь цикл досі не випущено в жодному з форматів домашнього відео. Деякі з перших епізодів були випущені в 1980 і 1990 роках на VHS, визначними були 6 касет PAL (Евоки 1-6), випущених в Об'єднаному Королівстві, з дуже маленькими кінцевими частинами, і вирізаними початковими частинами на цих компільованих стрічках.